# جون لونغ روث
وهو سياسي وأول حاكم على ولاية كولورادو بعد انضمام الولاية إلى الاتحاد الأمريكي أمريكي ينتمي إلى (الحزب الجمهوري) ولد جون لونغ روث في 25 نيسان من سنة 1826 في ولاية كنتاكي الأمريكية كان جون لونغ روث آخر حاكم لأقليم كولورادو (قبل أن تصبح كولورادو ولاية أمريكية كانت إقليما تابعا للولايات المتحدة) عندما قام الرئيس الأمريكي آنذاك يوليوس غرانت في سنة 1875 بتععين جون لونغ روث حاكما على إقليم كولورادو وفي سنة 1876 انتخب روث لمنصب حاكم ولاية كولورادو الأمريكية وأصبح روث بذلك أول حاكم على ولاية كولورادو الأمريكية واستمر جون لونغ روث في منصبه كحاكم للولاية إلى سنة 1879 شغل روث بعدها منصب رئيس بلدية مدينة دنفر ما بين الأعوام 1883 إلى عام 1885 وشغل جون لونغ منصب حاكم ولاية كولورادو مرة أخرى ما بين الأعوام 1891 إلى عام 1893 كان جون لونغ روث معروفا بوصفه مؤيدا قويا لحق الاقتراع للمرأة توفي جون لونغ روث في 13 آب من سنة 1907 في مدينة دنفر في ولاية كولورادو الأمريكية.